# Christian Schmidt
Christian Schmidt (26. srpna 1947, Obernzenn, Německo), je německý politik, člen CSU a vysoký představitel pro Bosnu a Hercegovinu od roku 2021.
Schmidt působil jako Ministr potravin a zemědělství v německé vládě v letech 2014 až 2018. Byl parlamentním tajemníkem států v německém ministerstvu obrany v letech 2005 až 2013 a rovněž i parlamentním tajemníkem Ministerstva pro hospodářskou spolupráci a rozvoj v období od prosince 2013 do února 2014. Poslancem německého Spolkového sněmu byl v letech 1990 až 2021.
Poté se stal Vysokým představitelem a nahradil tak Valentina Inzka. Jeho jmenování doprovázelo odmítnutí ze strany Ruska, Čínské lidové republiky a Republiky srbské, kteří od této doby zpochybňují jeho legitimitu. Za svého působení realizoval změny volebního zákona Bosny a Hercegoviny, které byly přijaty rozporuplně.
Jako vysoký představitel Schmidt aktivně využívá tzv. „bonnské pravomoci“ (právo suspendovat zákony a odvolávat volené politiky apod.). Učinil tak zejména k překonání patu, spojeného s neúspěchem sestavit vládu ve Federaci Bosny a Hercegoviny po volbách v říjnu 2022 a dále nastínil jejich využití v roztržce s Republikou srbskou na jaře 2025.